# Krzemionka (Wilkowo)
Krzemionka (Krzemionki) – osada wsi Wilkowo w Polsce, położona w województwie lubuskim, w powiecie świebodzińskim, w gminie Świebodzin.
Na zachód od miejscowości znajduje się torfowiskowy rezerwat Rezerwat przyrody Pniewski Ług.
Osada wchodzi w skład sołectwa Wilkowo.
W latach 1975–1998 osada administracyjnie należała do województwa zielonogórskiego.